# Drumul european E6
Drumul european 6, pe scurt E6 sau E06, este un drum care leagă Kirkenes, Norvegia la nord de Trelleborg, Suedia la sud.
E 6 este o autostradă cu două benzi pe sens de la ieșirea din Trelleborg până la nord de Uddevalla. Este de asemena în mare majoritate o autostradă cu două benzi pe sens de la Uddevalla până la Gardermoen, la nord de Oslo. Conform planurilor, va fi o autostradă tot drumul de la Trelleborg la Hamar înn 2013, cca. 710 km. Restul drumului este șosea obișnuită, de obicei cu lățimea 6-8 m, exceptând porțiunile ce trec prin orașe, de exemplu Trondheim. Unele porțiuni în extremul nord norvegian au mai puțin de 6 m lățime. este deseori cu multe curbe, în special în jumătatea de nord, la nord de Trondheim. Uneori iarna vremea este atât de nefavorabilă încât drumul trebuie închis temporar.

## Traseu
Traseul are o lungime de 3120 km (1950 mile) și trece prin Trelleborg – Malmö – Helsingborg – Halmstad – Göteborg – Oslo – Hamar – Lillehammer – Dombås – Trondheim – Stjørdal – Steinkjer – Mosjøen – Mo i Rana – Rognan – Fauske - Ballangen – Narvik – Setermoen – Alta – Olderfjord – Lakselv – Karasjok – Varangerbotn – Kirkenes.